# Holter Graham
Holter Ford Graham (* 11. Februar 1972 in Baltimore, Maryland) ist ein US-amerikanischer Schauspieler.

## Leben
Holter Graham hatte seinen ersten Spielfilmauftritt als Jugendlicher in Stephen Kings Horrorfilm Rhea M – Es begann ohne Warnung. Zwei Jahre später spielte er neben Sonny Bono, Divine und Deborah Harry in John Waters’ Hairspray die Rolle des I.Q. Er besuchte das Vermont College, wo er den Master of Fine Arts erwarb. In den 1990er Jahren hatte er Gastrollen in Fernsehserien wie Law & Order und New York Undercover. 1996 wirkte er in einer größeren Gastrolle im für den Oscar nominierten Abenteuerfilm Amy und die Wildgänse mit.
Seine Schauspielkarriere kam danach ins Stocken, woraufhin er auch als Synchronsprecher für Computerspiele arbeitete. 2008 trat er in einer Episodenrolle in der Seifenoper Jung und Leidenschaftlich – Wie das Leben so spielt, im Jahr darauf war er in einer untergeordneten Nebenrolle im Filmdrama Veronika beschließt zu sterben zu sehen.

## Filmografie (Auswahl)
- 1986: Rhea M – Es begann ohne Warnung (Maximum Overdrive)
- 1988: Hairspray
- 1990: Two Evil Eyes
- 1990: Cry-Baby
- 1995: Law & Order (Fernsehserie, eine Folge)
- 1996: Amy und die Wildgänse (Fly Away Home)
- 1996: New York Undercover (Fernsehserie, eine Folge)
- 1996, 2008: Jung und Leidenschaftlich – Wie das Leben so spielt (As the World Turns, Fernseh-Seifenoper, unbekannte Folgenanzahl)
- 1997: Six Ways to Sunday
- 2006: Rescue Me (Fernsehserie, eine Folge)
- 2009: Damages – Im Netz der Macht (Damages, Fernsehserie, eine Folge)
- 2009: Veronika beschließt zu sterben (Veronika Decides to Die)
- 2009: Army Wives (Fernsehserie, zwei Folgen)
- 2009: Jack Ketchums Beutegier (Offspring)
- 2014: Black Box (Fernsehserie, eine Folge)
- 2020: Small Time